# Matt Rippy

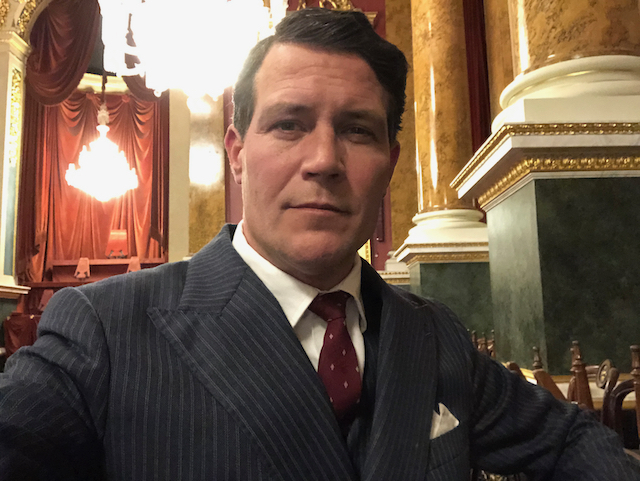
Matt Rippy

Matthew Damon „Rip“ Rippy (geboren am 26. Januar 1968 in Houston, Texas) ist ein US-amerikanischer Schauspieler, der in England lebt.

## Leben und Karriere
Seine Ausbildung als Schauspieler absolvierte er an der University of Houston, dem Robert Wilson's Watermill Institute, Long Island, am Herbert Berghoff Studio, New York und der High School for the Performing and Visual Arts, Houston.
1994 zog Rippy nach England und schloss sich dort der ursprünglich amerikanischen Theatertruppe Reduced Shakespeare Company an. 2011 begab er sich mit dem kleinen Comedy-Ensemble auf Tournee durch die Vereinigten Staaten, 2013 folgte eine weitere durch das Vereinigte Königreich. Die Reduced Shakespeare Company ist bekannt für ihre selbstgeschriebenen Komödien, die meist auf bekannten Shakespeare-Werken und anderer historisch bedeutsamer Literatur beruhen und diese auf parodistische Weise verzerren sowie drastisch verkürzen (bzw. mehr schlecht als recht zusammenfassen). So entstanden Werke wie The Complete Works of William Shakespeare (abridged), All the Great Books (abridged), Complete History of America (abridged), The Complete World of Sports (abridged) und The Bible (abridged). Die professionellen Schauspieler imitieren dabei überspitzt ahnungslose Amateurdarsteller und interagieren ständig mit ihrem Publikum. Abgekürzt nennt sich das Ensemble RSC, was der Abkürzung der berühmten Royal Shakespeare Company entspricht. Wiederholt wird das Ensemble mit den Werken der Komikertruppe Monty Python in Verbindung gebracht.
In Großbritannien ist Rippy neben seiner Theaterarbeit insbesondere als Fernsehdarsteller bekannt.
Internationale Bekanntheit erlangte er durch seine Gastrolle als der echte Captain Jack Harkness in der gleichnamigen Torchwood-Episode von 2007. In der Folge landen die Hauptfiguren Captain Jack Harkness (John Barrowman) und Toshiko Sato (Naoko Mori) durch eine unglückselige „Zeitverschiebung“ im Jahr 1941 – inmitten des Cardiff Blitz. Auf einem Ball treffen die beiden auf einen jungen amerikanischen RAF Group Captain, der sich ebenfalls als Jack Harkness vorstellt. Torchwoods Jack (der sich im Folgenden „Captain James Harper“ nennt) weiß, dass der echte Captain am folgenden Tag im Einsatz ums Leben kommen wird: er hatte unzählige Jahre zuvor als Trickbetrüger die Identität des verschollenen Soldaten angenommen. „James“ ermutigt Jack, seine verbleibende Zeit bestmöglich zu nutzen. Dies veranlasst den Captain (Rippy) dazu, sich selbst seine Homosexualität einzugestehen. Er öffnet sich Torchwoods Captain Jack (Barrowman) und erlebt sein persönliches und öffentliches Coming-out mit ihm, unmittelbar bevor Jack und Tosh ins 21. Jahrhundert zurückkehren müssen. Die Folge wurde zu einer der beliebtesten Episoden der Serie und führte zu mehreren Einladungen Rippys zu internationalen Comic-Conventions wie der SDCC, wo er gemeinsam mit den Hauptdarstellern aus Torchwood und der Mutterserie Doctor Who auftrat sowie eigene Autogrammstunden hatte. Rippy selbst betonte die große persönliche Bedeutung eines „omnisexuellen“ Actionhelden wie Barrowmans Captain Jack zur Hauptsendezeit im öffentlich-rechtlichen Fernsehen, der sich nicht rechtfertigt und seine Identität niemals leugnet (gleiches gilt für Darsteller Barrowman). Rippys Bruder hatte sich als Jugendlicher das Leben genommen, da er sich als schwuler Junge im konservativen Texas der 1980er- und 1990er-Jahre vollkommen allein und hilflos gefühlt und ein eben solches Vorbild nicht gehabt habe. Rippy hält es für wahrscheinlich, dass allein die Präsenz eines Captain Jack oder eines John Barrowman im öffentlich-rechtlichen Familienfernsehen und den sozialen Medien seit der Jahrtausendwende vielen weiteren Kindern und Jugendlichen Hoffnung schenkt und sie so am Leben hält.
Rippys neuster Film  Hunter Killer wurde 2017 und 2018 gedreht.
Er wird durch die Londoner Agentur Sharon Henry Management vertreten.

## Filmografie (Auswahl)
- 1996: Goodnight Sweetheart
- 1999: A Car Stopped...
- 2001: Beginner’s Luck
- 2001: Hotel!
- 2004: Beyond the Sea – Musik war sein Leben
- 2006: Nuremberg
- 2006: Penelope
- 2007: Torchwood
- 2007: Torchwood Declassified
- 2008: Ultimate Force
- 2008: Day of the Dead
- 2008: Boogeyman 3
- 2008: Hellboy – Die goldene Armee
- 2008: Bonekickers
- 2008: The Dark Knight
- 2009: Nativity!
- 2010/11: Secret Diary of a Call Girl
- 2014: Jack Ryan: Shadow Recruit
- 2014: Monuments Men – Ungewöhnliche Helden
- 2015: Roboshark (Fernsehfilm)
- 2016: Eddie the Eagle
- 2016: Rogue One: A Star Wars Story
- 2017: American Assassin
- 2017: The Crown (Fernsehserie, eine Folge)
- 2017: Ransom (Fernsehserie, eine Folge)
- 2018: Hunter Killer
- 2020: Black Beauty
- 2021: A Very British Scandal (Fernsehserie, eine Folge)